# Степок (Дунаевецкий район)
Степок (укр. Степок) — село в Дунаевецком районе Хмельницкой области Украины.
Население по переписи 2001 года составляло 137 человек. Почтовый индекс — 32442. Телефонный код — 3858. Занимает площадь 0,517 км². Код КОАТУУ — 6821889503.

## Местный совет
32442, Хмельницкая обл., Дунаевецкий р-н, с. Чаньков